# Yhden enkelin unelma
«Yhden enkelin unelma» (с фин. — «Мечта одного ангела») — дебютный сольный сингл финской певицы Тарьи Турунен, на момент выпуска альбома (1 декабря 2004 года) ещё являвшейся вокалисткой группы Nightwish.
В финском чарте он занял первое место и провёл 10 недель, а также получил сертификат золотого диска.

## Список композиций
1. «En etsi valtaa, loistoa» (классическая версия)
2. «Kun joulu on» (классическая версия)
3. «En etsi valtaa, loistoa» (акустическая версия)
4. «Kun joulu on» (акустическая версия)